# الغزو السيامي لقدح
كان غزو سيامي لقدح بمثابة عملية عسكرية شنتها مملكة سيام ضد سلطنة قدح في نوفمبر 1821، في منطقة ما يعرف الآن بشمالي شبه الجزيرة الماليزية.

## خلفية
استولت شركة الهند الشرقية على أراضي جزيرة بينانق، والتي أطلق عليها اسم جزيرة أمير ويلز، ثم مقاطعة ويليسلي في البر الرئيسي، من سلطنة قدح في الجزء الأخير من القرن الثامن عشر. في المقابل تلقت السلطنة مدفوعات، وبعض أشكال ضمانات المساعدة الدفاعية ضد الطموحات التوسعية للمملكة سيامي. تحول الوضع العسكري والدبلوماسي في المنطقة في وقت لاحق إلى الطبيعة والفعالية الدقيقة لالتزام شركة الهند الشرقية بالترتيبات الدفاعية لقدح ضد السياميين.

### القرن ال 18
انخرطت السلطنة وشركة الهند الشرقية في مناقشات على الأقل منذ عام 1771، عندما طلب السلطان محمد جوى زين العادلين معظم شاه الثاني من حاكم مدراس - في ذلك الوقت خوسياس دو بري- المساعدة ضد التمرد. في عام 1772، جاءت بعثة شركة الهند الشرقية إلى قدح بقيادة إدوارد مونكتون؛ لكن الاستنتاج كان سلبيا، حيث أن السلطان خطط للعدوان على سلاغور من الجنوب.
سعى السلطان في ذلك الوقت في عام 1786، السلطان عبد الله مكرم شاه سلطان قدح، للحصول على مساعدة فرانسيس لايت ضد التهديدات التي تواجه السلطنة، والتي تشمل المشاكل الخارجية من كل من بورما وسيام، وإمكانية الخلافة المتنازع عليها والضعف الداخلي.  تطلبت الحرب البورمية - السيامية (1785-1786) من تدابير السلطنة التي اتخذت لمجرد النفعية، بما في ذلك الاعتراف بالسيطرة البورمية، وكذلك السيادية السيامية التقليدية. كان البورميون يقومون بحملات خاصة في فيطاني في الشمال من قدح، وهي منطقة استولت عليها سيام.  بعد الحرب الإنجليزية الهولندية الرابعة، كانت الشركة مهتمة مرة أخرى بقاعدة في منطقة بينانق، لمواجهة التحركات الهولندية المحتملة ضد مضيق ملقا؛ وفي عام 1786، تمكن فرانسيس لايت من إبرام صفقة مع السلطنة في جزيرة بينانق. بدا التزام الشركة بالترتيبات الدفاعية بشكل بارز للسلطنة، اعتبرت السلطنة أن الشركة ليست جادة في الالتزام بالمساعدة بالدفاع عن السلطنة وحاولت السلطنة استعادة بينانق عام 1791، لكن لايت نجح في التغلب عليها وقاوم لايت بنجاح.  من موقع القوة، قصر لايت -الذي لم يكن مخول له من قبل الشركة لضمان الدفاع عن قدح- الفهم الوارد في اتفاقية عام 1791 على شكل أقل التزامًا بالكلمات. 

## حملة
حققت قوات سيامي للملك راما الثاني انتصارًا سريعًا ضد السلطان أحمد تاج الدين حليم شاه الثاني. بدأت الحملة فترة عقدين من الزمن قاومت فيها قدح السيطرة السيامية. لجأ السلطان إلى جزيرة بينانق، ثم تحت السيطرة البريطانية. 

## بعد
بحلول عام 1822، كان هناك ارتفاع في عدد سكان الأراضي البريطانية بسبب تدفق الملايين النازحين بسبب الغزو.  سمحت معاهدة بورني لعام 1826 للرؤية السيامية بحقوقهم في الانتصار. 